# Bōsōzoku

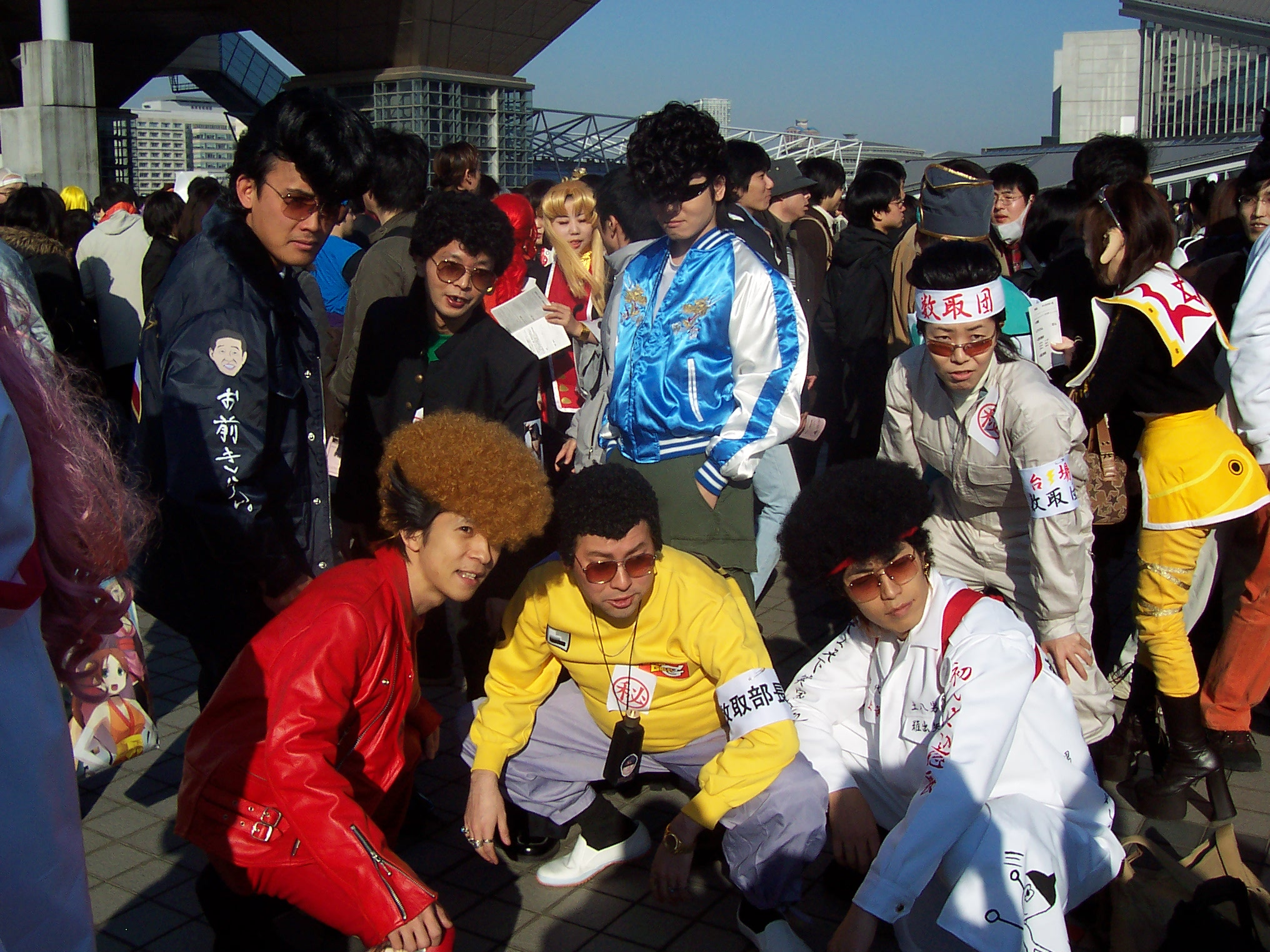
Groupe costumé de cosplayers, reprenant les codes esthétiques en vogue chez les bōsōzoku

Le terme bōsōzoku (暴走族) désigne au Japon les clans de motards et d'automobilistes juvéniles qui s'adonnent à la conduite dangereuse en faisant un maximum de bruit, principalement depuis les années 1970-1980. Cette contre-culture est associée à la modification de véhicules et à un code vestimentaire. Le terme composé de « bōsō », qui signifie « course folle » ou « conduite imprudente », et « zoku », qui signifie « clan ». Mais on peut aussi voir dans l'élément « bō », le mot « bōryokudan » qui signifie « bandit ».

## Historique

### La formation des gangs
Les premiers bōsōzoku ont été observés dès les années 1950. Fortement influencés par la culture américaine, et plus particulièrement le gang des Hells Angels, des gangs de motards commencent à se former. Ces gangs partagent le plus souvent un intérêt pour les modifications (souvent illégales) de leurs motos, par exemple en retirant la chicane de leur cartouche d'échappement, de manière à produire plus de bruit. Le mouvement atteint son apogée dans les années 1970 avant de décliner progressivement dès la fin des années 1980.

### Lesbōsōzokud'aujourd'hui
Les années 2000 marquent la désuétude de ce mode de vie. En effet, la tendance est à la baisse pour ce qui est du nombre de gangs de ce type à travers l’archipel. En 2007, ils ne sont qu'un peu plus de 13 000 à sillonner les routes japonaises sur leurs motos pétaradantes. D'après le site internet Aujourd'hui le Japon, « la majorité des  groupes sont composés de moins de 10 personnes (619 bandes), ou de moins de 30 (218 bandes) enfin seulement une dizaine de bandes  comptent plus de 30 membres. Cependant aucun groupe ne dépasse les 50 individus. »

## Description

### Règles et style de vie

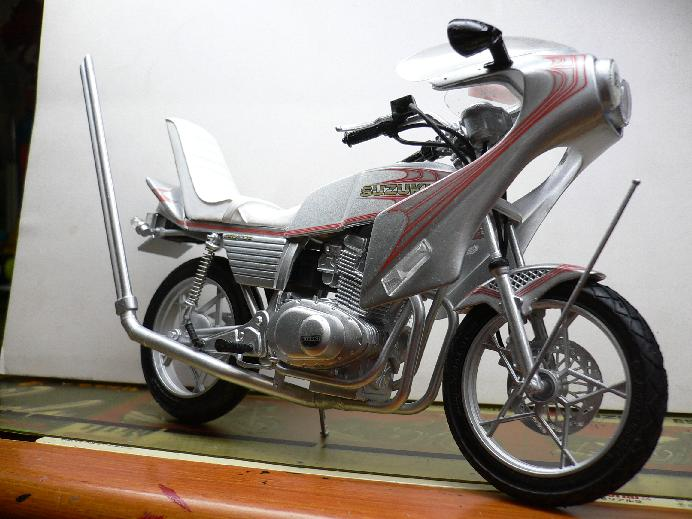
Une Suzuki GSX 400 customisée

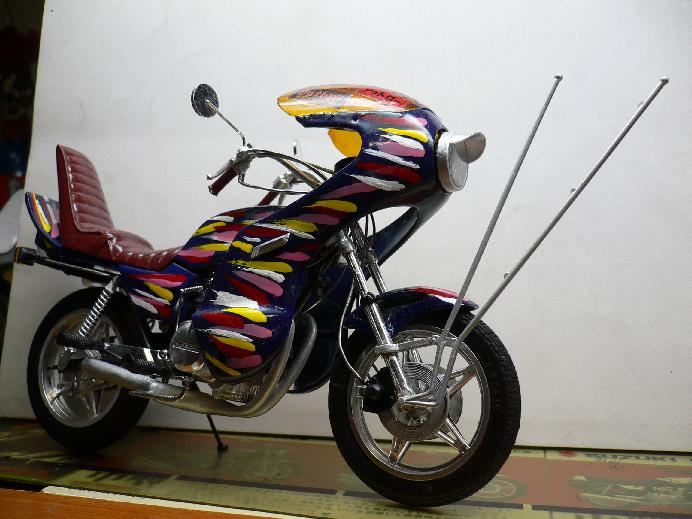
Une Honda CB400 customisée

Ces groupes bōsōzoku s'engagent également dans des conduites imprudentes ou des activités dangereuses, telles que le slalom en pleine circulation, le fait de ne pas porter de casque, ou encore brûler les feux rouges. Une autre activité est le shinai boso (市内暴走), c'est-à-dire l'excès de vitesse en ville, en vue de rechercher des sensations toujours plus fortes. Lors de leurs « manifestations », légales ou non, ils agitent souvent le drapeau du Japon impérial. Des luttes entre gangs peuvent également survenir, et inclure l'utilisation d'armes telles que des battes de baseball ou des cocktails Molotov. 
En dépit de leur conduite à risque, ces groupes de motards possèdent généralement des codes assez stricts. Lorsque beaucoup de motos sont impliquées, celui qui ouvre la marche est le « sentōsha », le « leader » ; il est responsable de l'évènement, décide de l'itinéraire et les autres ne sont pas autorisés à le dépasser. Des voitures sont chargées de bloquer le trafic aux intersections. Le plus souvent, la police japonaise envoie une voiture au-devant de ces groupes de motards, afin de prévenir toute infraction.
Les gangs de bōsōzoku sont généralement composés de personnes n'ayant pas encore 20 ans, donc encore mineures au Japon, et sont soumis à une pression constante de la police.
Le terme yankî (ヤンキー), qui désigne, dans les années 1980-1990 un adolescent à la tendance bagarreuse et au code vestimentaire particulier, s'applique généralement au bōsōzoku descendu de sa moto.

### Des véhicules modifiés
Les motos des bōsōzoku sont des 400 cm3, généralement à cause du permis de conduire japonais qui est contraignant au-delà de cette cylindrée, et des taxes et assurances qui sont élevées. Ce sont des modèles populaires faciles à acheter neufs ou d'occasion, avec une préférence pour la Suzuki GS400 (un twin) en raison de sa solidité et parce qu'elle est facile à transformer. On peut aussi trouver des quatre cylindres comme des Honda CB 400, des Kawasaki Zephyr 400 ou même des Suzuki Impulse 400. Parfois on peut trouver également des Yamaha SR 400 monocylindres.
Les transformations peuvent consister à :
- changer la selle pour une selle double avec la partie arrière équipée d'un sissy bar (en).
- changer ou modifier les pots d'échappement en version libre pour faire un maximum de bruit.
- changer le guidon pour un guidon haut, de style « custom ».
- ajouter un saute-vent ou un semi-carénage.
- faire une peinture dans des tons voyants.
- apporter des modifications au niveau du moteur (filtre à air, carburateur, pistons)
- ajouter des lumières de décoration.
- ajouter des drapeaux du clan ou une marque d'identification.

## Dans la culture populaire
- Le manga Shônan junai gumi relate les aventures des bōsōzoku Eikichi Onizuka et Rûji Danma.
- Le manga Great Teacher Onizuka, qui suit Eikichi Onizuka devenu adulte, fait souvent référence à son passé de bōsōzoku.
- Le manga Highteen Boogie raconte l'histoire de Momoko, une jeune fille, et un Bōsōzoku nommé Shou qui tombe amoureux de cette dernière. Ce manga paru en 1977 est contemporain des Bōsōzoku à leur apogée.
- Dans le manga " Fruits Basket" la mère de Thoru, Kyoko Honda, était une Bōsōzoku surnommée " le papillon rouge" en référence aux feu rouge à l'arrière de sa moto, durant son adolescence.
- Dans le manga Akira, le héros Kanéda dirige un clan bōsōzoku qui s'adonne au shinai bōsō mais aussi à la guerre entre clans.
- Dans le manga Gantz apparaissent également des affrontements entre gangs.
- La trame du manga Bakuon Rettō se déroule au sein de la scène des Bōsōzoku dans le Tokyo du début des années 1980. Dans le tome 1 l'un des personnages lit d'ailleurs le manga Highteen Boogie cité plus haut.
- Dans le film Crows Zero, une bande de délinquants japonais en motos font leur apparition.
- Le jeu vidéo et anime DanganRonpa possède le personnage de Mondo Owada qui est un bōsōzoku.
- Dans le manga Hammer Session!, ils apparaissent dans la fin du volume 3.
- Dans le film de Battle Royale 2: Requiem, Ryo Kurosawa et son gang de motards sont enlevés pour affronter Shuya.
- Dans le jeu vidéo Nekketsu Kōha Kunio-kun, Shinji et son gang sont dans le stage 2.
- Dans Vas-y Julie !, le motard Michel est rival avec le gang d'Arnaud.
- Dans L'Été de Kikujiro, une connaissance avec le duo de motards.
- Dans l'épisode 31 de Nicky Larson, une guerre de gang de motards.
- Dans le film Mes voisins les Yamada, le père de famille essaie de raisonner les motards dans la nuit avant qu'ils soient eux raisonnés par la grand-mère par la suite.
- Dans Death Note Takuo Shibuimaru, un des motards est la victime du death note.
- Dans Shenmue un groupe de motards les « Mad angels » agresse un vieil homme sur les docks, le héros doit les défier en course de moto. Ayant pris en otage Nozomi Harasaki, le héros doit à nouveau les affronter pour lui porter secours.
- Dans le manga horrifique Imbeciles heureux de Shaku Eisho, Tomoo le jeune motard avec ses deux amis agressent une jeune fille. Agonisante, cette dernière se trouve dans la clinique de son père et Tomoo décide de la supprimer pour effacer les soupçons et protéger la candidature de l'élection de son père.
- Le groupe de métal français Rise of the Northstar a composé et écrit une chanson intitulée Bosozoku.
- Le groupe de Visual Kei français Kurenai a composé une chanson intitulée Bosozoku ~ La Course Folle .
- Dans le manga Hero Mask, les protagonistes sont confrontés à une bande de motards dans le tome 1.
- Dans la franchise de jeux vidéos Yakuza, les bōsōzoku apparaissent régulièrement comme ennemis de base, ou comme acolytes dans le septième épisode, Yakuza: Like a Dragon.
- Dans Kenka Banchou 2: Full Throttle, le joueur peut personnaliser sa moto et son apparence pour devenir un bosozoku, tandis que des groupes de bosozoku sont présents dans l'open world du jeu.
- Dans Zombie Land Saga, Saki Nikaido, l'un des personnages principaux, fut la capitaine d'un gang féminin de bōsōzoku appelé Dorami, ayant conquis la totalité de Kyūshū durant les années 1980.
- Le manga Tokyo Revengers présente de nombreux gangs de bōsōzoku, notamment le Tokyo Manji (abrégé en Toman), rejoint par le héros.
- Dans "Durarara!!" le gang Toramaru est un gang de motard qui prend en chasse Celty et surtout il y a d'autre motards qui prend en chasse à Celty.